# Ricardo Fernández Gracia
Ricardo Fernández Gracia (Zaragoza, 23 de febrero de 1957) es un historiador del arte español, profesor titular de Historia del Arte y director de la Cátedra de Patrimonio y Arte Navarro de la Universidad de Navarra (desde 2008) y académico correspondiente de la Real Academia de la Historia. Especialista en arte navarro, en la figura de Juan de Palafox, de sor María de Ágreda así como en el carisma y arte cisterciense sobre los cuales ha realizado numerosas publicaciones centradas por sus estudios acerca del Monasterio de Santa María la Real (Fitero).

## Biografía
Aunque son muchas las fuentes que indican su lugar de nacimiento en Fitero (Navarra), nació en Zaragoza en 1957. Sin embargo, dado que vivió allí ya a los pocos días de nacer, es considerado fiterano, lo cual ayuda a entender dos grandes áreas de sus variados campos de estudio y conocimiento: Palafox y el monasterio de Fitero: «Haberse criado al lado de esa mole pétrea, que es el primer monasterio del Císter en España, para una persona con un poco de sensibilidad supone verse llevada por ciertos ámbitos. Mi pasión por la historia y el patrimonio tiene referencias claras.»
Cursó la carrera de Filosofía y Letras en la Universidad de Navarra, realizó la licenciatura —con la memoria estudio histórico-artístico del Monasterio de Santa María la Real de Fitero— en Geografía e Historia, y el doctorado en Historia del Arte en la misma universidad, con la tesis titulada "El retablo barroco en Navarra", dirigida por María Concepción García Gaínza.
Comenzó su actividad docente como profesor adjunto y secretario del departamento de Historia del Arte en la Universidad de Navarra. En dicho departamento fue subdirector (2001-2008), y director (2008-2011). En 2003 fue nombrado director del programa de doctorado de Historia del Arte. Ha sido así mismo subdirector del Departamento de Historia, Historia del Arte y Geografía (2012). Posteriormente obtuvo la titularidad de Historia del Arte. Ha sido subdirector de la Cátedra de Patrimonio y Arte Navarro (2005-2008) y director desde 2008, desde donde desarrolla su labor docente e investigadora. Compatibiliza su labor docente con la difusión cultural a través de diversos medios de comunicación donde ha publicado centenares de artículos.
Ha participado en la puesta a punto de la magna obra del Catálogo Monumental de Navarra, en la edición de numerosas entradas de la Gran enciclopedia de Navarra, y colabora con diversas instituciones que fomentan la cultura y el patrimonio artístico en Navarra.
Muy vinculado con su pueblo, Fitero, entre 1980-1990 forma parte del pequeño grupo de responsables de la publicación anual municipal "Revisa Fitero" (junto a Manuel García Sesma y Jesús Bozal Alfaro con la colaboración de Serafín Olcoz Yanguas), tomando el testigo de "El Eco Fiterano", publicado por Tiburcio Orduna a finales del siglo XIX, de "La Voz de Fitero" publicada semanalmente entre 1912-1913, y especialmente el número publicado en 1922 bajo el título «Fitero. Revista Gráfica-Ilustrada».
Casado con Carmen Echeverría Goñi, es padre de dos hijos y es frecuente verlo sentado frente al órgano, «uno de sus rincones favoritos», bien en la parroquia de Fitero bien en alguna parroquia pamplonesa.
Por otra parte, ha sido comisario de varias exposiciones, entre ellas la del Virrey Palafox, que itineró por Madrid, Fitero, Burgo de Osma y Roma; la de Juan de Goyeneche en la Real Academia de Bellas Artes de San Fernando y la de San Francisco Javier en las artes, con motivo del V centenario.
Sus líneas de investigación se centran en cinco áreas: iconografía, promoción de las artes, patrimonio histórico-artístico navarro, Juan de Palafox y arte gráfico.

## Academias y asociaciones a las que pertenece o ha pertenecido
- Académico Correspondiente en la Real Academia de la Historia.[23]
- Ateneo de Navarra, como miembro fundador.[24]
- Consejo de Cultura de Navarra (1999-2015).[25]
- Comisión Nacional del V Centenario del Nacimiento de Santa Teresa de Jesús (diciembre de 2013).[26]
- Junta Directiva de la Sociedad de Estudios Históricos de Navarra.
- Consejo de la Biblioteca Palafoxiana de Puebla de los Ángeles (México).[11]
- Director de la Cátedra de Patrimonio y Arte Navarro (desde 2008). Anteriormente fue subdirector (2005-2008).
- Secretario de la Asociación de Amigos del Monasterio de Fitero, fundada en 1991.[27]

## Publicaciones
Fernández Gracia ha publicado numerosos estudios sobre arte renacentista y barroco, iconografía, mecenazgo y patrimonio, en 38 monografías y en artículos en revistas especializadas, además de dirigir varias tesis doctorales.
Entre sus publicaciones destacan los ocho volúmenes sobre el obispo-virrey Juan de Palafox, y la faceta artística de sor María de Jesús de Ágreda. Ha coordinado diecinueve obras colectivas con diferentes temas monográficos. Entre ellas, el Renacimiento (2005) y el Barroco (2014) en Navarra bajo el patrocinio de la Institución Príncipe de Viana; y el dibujo en el proceso creativo de las artes, bajo el patrocinio de la Fundación Fuentes Dutor y Fundación Gondra Barandiarán (2023).

### Libros
- "La Virgen de las Maravillas de las Agustinas Recoletas de Pamplona. Historia, arte y devoción", Pamplona: Universidad de Navarra - Fundación Fuentes Dutor, 2024, 177 pp. ISBN 9788480818322.
- "Juan de Palafox: talento, pasión y compromiso": Fundación TW, 2023, 437 pp. ISBN 9788409490578.
- "Exvotos pintados en Navarra", Pamplona: Cátedra de Patrimonio y Arte Navarro, Universidad de Navarra, 2023, 179 pp. ISBN 9788480817820.
- "En las entrañas del atardecer de Palafox en Puebla: Deberes y afectos encontrados", New York: Instituto de Estudios Auriseculares IDEA, 2020, 299 pp. ISBN 9781938795763.
- "De escoplo, pincel y buril: la imagen de San Veremundo desde Irache", Arellano: Idea, 2020, 93 pp. ISBN 9781938795008.
- "Versos e imágenes: Gozos en Navarra y en una colección de Cascante", Pamplona: Universidad de Navarra: Fundación Fuentes Dutor: Vicus, 2019, 395 pp. ISBN 9788480816625.
- "Tras las celosías: patrimonio material e inmaterial en las clausuras de Navarra", Pamplona: Universidad de Navarra: Fundación Fuentes Dutor, 2018, 477 pp. ISBN 9788480816229.
- "Ocho siglos de historia, arte y devoción en Fitero: La Virgen de la Barda: de titular del monasterio a patrona de la villa", Fitero: Parroquia de Santa María la Real de Fitero, 2018, 237 pp. ISBN 9788409030460.
- "Imagen y mentalidad: los siglos del Barroco y la estampa devocional en Navarra", Madrid: Fundación Ramón Areces, 2017, 339 pp. ISBN 9788499612959.
- "Miradas al patrimonio, la fiesta y la iconografía en Navarra: 100 colaboraciones en Diario de Navarra", Pamplona: Diario de Navarra, 2016, 409 pp. ISBN 9788489103689.
- "Diario del retiro de Juan de Palafox y Mendoza, en San José de Chiapa, 1647", Puebla, México: Consejo de Ciencia y Tecnología del Estado de Puebla, 2016, 111 pp. ISBN  9786079686321.
- "La Buena Memoria del Obispo Palafox y su obra en Puebla", Nueva York: Idea, 2014, 293 pp. ISBN 9788409259243.
- "Navidad en la catedral de Pamplona. Ritos, fiesta y arte", Pamplona: Universidad de Navarra, Departamento de Historia del Arte, 2007, 64 pp.
- "De titular del Monasterio a patrona de Fitero. Historia y culto en torno a la Virgen de la Barda", Fitero: Parroquia de Sta Mª la Real de Fitero, 2007, 172 pp.
- "Belenes históricos en Navarra. Figuras para la memoria", Navarra: Cátedra de Patrimonio y Arte Navarro, 2005, 185 pp.
- "San Francisco Javier en la memoria colectiva de Navarra: fiesta, religiosidad e iconografía en los siglos XVII-XVIII", [Pamplona]: Fundación Diario de Navarra, 2004, 286 pp. ISBN 8493382132.
- "La Inmaculada Concepción en Navarra: arte y devoción durante los siglos del Barroco: mentores, artistas e iconografía", Pamplona: Eunsa, 2004, 327 pp. ISBN 8431322373.
- "La infancia de don José María García Lahiguera en Fitero, 1903-1913  : discurso de apertura de los actos conmemorativos del I centenario del nacimiento de Mons. García Lahiguera, Sacristía del Monasterio de Fitero, 9 de marzo de 2003", Fitero: Comisión I Centenario José María García Lahiguera, 2003, 126 pp.
- "Iconografía de Sor María de Ágreda: imágenes para la mística y la escritora en el contexto del maravillosismo del Barroco", Navarra: Comité Organizador del IV Centenario del nacimiento de Sor María Jesús de Ágreda, 2003, 230 pp.
- "El retablo barroco en Navarra", Pamplona: Gobierno de Navarra, Departamento de Educación y Cultura, 2003, 487 pp. ISBN 8423523489.
- "Iconografía de don Juan de Palafox : imágenes para un hombre de Estado y de Iglesia", Pamplona: Gobierno de Navarra, Departamento de Presidencia, Justicia e Interior, 2002, 476 pp. ISBN 8423521990.
- "Arte, devoción y política  la promoción de las artes en torno a sor María de Ágreda", oria: Diputación Provincial de Soria, 2002, 327 pp. ISBN 8495099462.
- "Don Juan de Palafox. Teoría y promoción de las artes", Pamplona: Asociación de Amigos del Monasterio de Fitero, 2000, 438 pp. ISBN 8493144940.
- "El Monasterio de Fitero arte y arquitectura", Pamplona: Dirección General de Cultura, Gobierno de Navarra, 1997, 74 pp. ISBN 8423516105.

### Libros coordinados
- El dibujo en el proceso creativo de las artes. Trazas y diseños navarros 1500-1800, Pamplona, Universidad de Navarra, Fundación Fuentes Dutor y Fundación Gondra Barandiarán, 2023, 542 págs.[29]
- La imagen visual de Navarra y sus gentes. Desde la Edad Media a los albores del siglo XX, (R. Fernández ed.  y dir., C. Jusué y P. Andueza, coords.), Pamplona, Universidad de Navarra, Fundación Fuentes Dutor, 2022, 552 págs.
- Miscelánea palafoxiana y poblana, Biblioteca Indiana, núm. 44, Pamplona, Universidad de Navarra - Madrid, Iberoamericana - Frankfurt, Vervuert, 2016, 262 págs.
- En sintonía con Santa Teresa. Juan de Palafox y los Carmelitas Descalzos en 12 estudios, Pamplona, Gobierno de Navarra-Comité Nacional del V Centenario del Nacimiento de Santa Teresa, 2014, 442 págs.
- El arte del Barroco en Navarra. (coord.). Pamplona, Gobierno de Navarra, 2014, 477 págs.
- "Estudios sobre el Patrimonio Cultural y las artes en Navarra en torno a tres hitos: 1212 - 1512 -1812". Revista Príncipe de Viana, núm. 256 (2012), 456 págs.
- Pamplona y San Cernin 1611-2011. IV Centenario del Voto de la Ciudad, Pamplona, Ayuntamiento de Pamplona,  2011, 183 págs
- Cuadernos de la Cátedra de Patrimonio y Arte Navarro VI. Fotografía en Navarra: fondos, colecciones y fotógrafos, Pamplona, Cátedra de Patrimonio y Arte Navarro, 2011, 444 págs. En colaboración con M. Concepción García Gainza 2010
- Pulchrum. Scripta in honorem Mª Concepción García Gainza, Pamplona, Gobierno de Navarra, Departamento de Cultura y Turismo. Institución Príncipe de Viana, 2011, 846 págs.
- Varia Palafoxiana. Doce estudios en torno a don Juan de Palafox y Mendoza, Pamplona, Gobierno de Navarra, Departamento de Relaciones Institucionales y Portavoz del Gobierno, 2010, 380 págs.
- Cuadernos de la Cátedra de Patrimonio y Arte Navarro V. El Camino de Santiago y las raíces de Occidente, Pamplona, Cátedra de Patrimonio y Arte Navarro, 284 págs. En colaboración con M. Concepción García Gaínza 2010
- San Miguel de Corella. Arte para los sentidos y el gozo de celebrar, Pamplona, Fundación para la Conservación del Patrimonio Histórico de Navarra, 2010, 277 págs
- Cuadernos de la Cátedra de Patrimonio y Arte Navarro IV. Casas señoriales y Palacios en Navarra, Pamplona, Cátedra de Patrimonio y Arte Navarro, 2009, 360 págs. En colaboración con M. Concepción García Gainza
- Cuadernos de la Cátedra de Patrimonio y Arte Navarro III. Presencia e influencias exteriores en el arte navarro, Pamplona, Cátedra de Patrimonio y Arte Navarro, 2008. 739 págs. En colaboración con M. Concepción García Gainza
- Fitero: el legado de un monasterio. Pamplona, Fundación para la Conservación el Patrimonio Histórico de Navarra, 2007. En colaboración con Pilar Andueza Unanua, 382 págs.
- Cuadernos de la Cátedra de Patrimonio y Arte Navarro II. Promoción y mecenazgo del arte en Navarra, Pamplona, Cátedra de Patrimonio y Arte Navarro, 2007. En colaboración con M. Concepción García Gainza, 431 págs.
- Cuadernos de la Cátedra de Patrimonio y Arte Navarro I. Estudios sobre la catedral de Pamplona in memoriam Jesús Mª Omeñaca, Pamplona, Cátedra de Patrimonio y Arte Navarro, 2006. En colaboración con M. C. García Gainza, 558 págs.
- El arte del Renacimiento, Pamplona, Gobierno de Navarra. Institución Príncipe de Viana, 2005, 462 págs
- Congreso Internacional Palafox. Iglesia, Cultura y Estado en el siglo XVII. Pamplona, Universidad de Navarra, 2001, págs. 9-11

### Comisario de Exposiciones
- "Pamplona y San Cernin 1611-2011. IV Centenario del Voto de la Ciudad", Pamplona, Ayuntamiento de Pamplona, Palacio de Condestable, noviembre 2011-marzo de 2012
- "Palafox: sus escritos, sus retratos y sus devociones, organizada por el Ayuntamiento de Fitero", Asociación de Amigos del Monasterio de Fitero, Fitero, Sacristía del Monasterio, abril-octubre de 2011
- "Fitero: el legado de un monasterio, organizada por la Fundación para la conservación del Patrimonio Histórico de Navarra". Monasterio de Fitero, abril-julio de 2007
- "¡A Belén Pastores! Belenes históricos en Navarra, organizada por el Departamento de Cultura y Turismo del Gobierno de Navarra y el Ayuntamiento de Pamplona". Pamplona Sala Conde Rodezno, diciembre 2006-enero 2007
- "Exposición Tudela el legado de una catedral, organizada por la Fundación para la conservación del Patrimonio Histórico de Navarra". Catedral de Tudela, septiembre de 2006-enero 2007. Adjunto al comisariado científico.
- "San Francisco Javier en las artes. El poder de la imagen, organizada por  el Gobierno de Navarra con motivo del V Centenario del nacimiento de San Francisco Javier". Castillo de Javier, abril-septiembre de 2006.
- "Juan de Goyeneche y el triunfo de la monarquía hispánica del siglo XVIII, organizada por la Fundación Caja Navarra. Real Academia de San Fernando de Madrid (octubre-noviembre de 2005) y Monasterio de Agustinas Recoletas de Pamplona (diciembre de 2005-enero de 2006)"
- "Sor María de Ágreda. Una mujer del Barroco. El poder de la palabra y la imagen". Exposición Conmemorativa del IV Centenario (1602-2002). Monasterio de la Concepción de Ágreda (Soria), abril-octubre de 2002
- "El virrey Palafox organizada por el Ministerio de Educación, Cultura y Deporte. Museo de América de Madrid, Monasterio de Fitero, Catedral de Burgo de Osma e Iglesia de Montserrat de Roma", mayo-diciembre de 2000
- "Vicente Berdusán, organizada por el Museo de Navarra en la primavera de 1998, para conmemorar el IIIº centenario de la muerte del pintor". Junto a la prof. García Gainza.

## Premios y reconocimientos
- Gran Cruz de la Orden Civil de Alfonso X (2013),[30] concedida por el Ministerio de Educación, Cultura y Deporte por el "nivel excepcional de los méritos" del profesor Fernández Gracia"[31] y por su contribución "en grado extraordinario al desarrollo de la cultura de la Comunidad foral y de España".[32]
- Ciudadano distinguido de la ciudad de Puebla.[33]
- Recibió la Clavis Palafoxianum (2015), otorgada por el Consejo Estatal para la Cultura y las Artes de Puebla CECAP (2015).[34]